# Logistik-Initiative Hamburg
Die Logistik-Initiative Hamburg ist eine Clusterinitiative für die logistik- und logistiknahe Wirtschaft mit Sitz in der Metropolregion Hamburg.

## Geschichte
Die Initiative wurde 2006 als Public Private Partnership gegründet und wird getragen von der Freien und Hansestadt Hamburg sowie Unternehmen und Institutionen, die sich im Logistik-Initiative Hamburg e. V. zusammengeschlossen haben. Von staatlicher Seite werden die Mitglieder durch die Hamburger Behörde für Wirtschaft, Verkehr und Innovation (BWVI) und die HWF Hamburgische Gesellschaft für Wirtschaftsförderung mbH unterstützt. Mit derzeit rund 540 Mitgliedsunternehmen und -institutionen aus Industrie, Handel, Dienstleistung sowie Forschung & Entwicklung und zahlreichen öffentlichen Institutionen ist die Logistik-Initiative Hamburg das größte Standort-Netzwerk der Logistik- und Transportbranche in Europa. Sie wurde für die Qualität ihrer Arbeit mit dem EU Gold Label "Cluster Management Excellence" ausgezeichnet.
Ziel dieses Public-Private-Partnership ist es, die Rolle der Metropolregion Hamburg als führende Logistikmetropole Nordeuropas weiter auszubauen und logistiknahe Unternehmen und Institutionen zu unterstützen. Ein Kuratorium hochrangiger Logistikexperten begleitet die Arbeit der Initiative und das Logistik-Netzwerk aus Wirtschaft, Politik sowie Wissenschaft und Forschung. Über die Logistik-Initiative Hamburg werden Ideen, Anforderungen und Interessen der Mitgliedsunternehmen gebündelt.
Die Haupthandlungsfelder der Logistik-Initiative Hamburg sind Logistikgerechte Gewerbeflächen und Verkehrsinfrastruktur, Standortprofilierung, 	Innovation und Technologie, Personal & Qualifizierung, Nachhaltigkeit sowie Kompetenznetzwerk.
Zu allen Themen werden regelmäßig Workshops, Arbeitskreise und Tagungen organisiert, um das Wissen in der Region über branchenrelevante Entwicklungen systematisch zu verbessern. Ein aktueller Schwerpunkt liegt auf der Förderung von Innovationen und neuen Technologien mit dem Ziel, die Digitale Transformation voranzutreiben, den Standort zukunftsfähig zu machen und neue Arbeitsplätze zu schaffen.
Im Rahmen verschiedener Wettbewerbe würdigt die Logistik-Initiative Hamburg die Logistikbranche für innovative Ideen und nachhaltige Projekte. Mit dem „HanseGlobe – Hamburgs internationaler Preis für nachhaltige Logistik“ – würdigt die Logistik-Initiative Hamburg seit 2007 nachhaltige Projekte, die bereits umgesetzt sind oder aktuell realisiert werden. Auch junge Menschen werden gefördert. Seit 2010 vergibt die Logistik-Initiative Hamburg den „Young Professionals' Award Logistics“ für studentische Abschlussarbeiten mit Praxisrelevanz.